# Dołni Cibyr
Dołni Cibyr (bułg. Долни Цибър) – wieś w Bułgarii, w obwodzie Montana, w gminie Wyłczedrym. Według danych szacunkowych Ujednoliconego Systemu Ewidencji Ludności oraz Usług Administracyjnych dla Ludności, 15 września 2023 roku miejscowość liczyła 1614 mieszkańców.